# Wawrzyniec Czajka
Wawrzyniec Czajka (ur. 5 sierpnia 1883 w Kobylnikach, zm. 2 sierpnia 1974 w Kościanie) – kupiec, przemysłowiec oraz działacz społeczny. 

## Życiorys
Urodził się w wielodzietnej rodzinie, jego matka Tekla Czajka pochodziła z Błociszewa, a ojciec Szymon Czajka był robotnikiem na dworze hr. Kwilickiego w Kobylnikach, który powierzył mu pieczę nad końmi i powozami dworskimi z czym wiązała się również funkcja stangreta. W chwili przyjścia na świat Wawrzyńca jego ojciec miał już 60 lat i przeniesiony został na folwark do Krzana z przyznanym mu dożywotnim deputatem. Prawie cały ciężar wychowania i utrzymania piątki dzieci spadł na matkę, która również pracowała na folwarku. Wawrzyniec pomagał rodzicom i od 7 roku życia pasł gęsi, a od 11 lat krowy nie zaniedbując jednocześnie nauki szkolnej w 4-klasowej szkole w Kobylnikach, oddalonej od Krzana o 3 km. W swoim życiorysie pisze: "...uczęszczałem tylko do 4-oddziałowej szkoły wiejskiej, toteż gdy po ukończeniu tej szkoły poszedłem do miasta w naukę za kupca z przerażeniem spostrzegłem moje zapóźnienie w stosunku do rówieśników, wychowanych w miastach, ze szkołą co najmniej 7-klasową. Postanowiłem sobie odrobić te zaległości i nawet prześcignąć". Po skończeniu szkoły w Kobylnikach odbył 3-letnią praktykę kupiecką w handlu towarami spożywczymi, jednocześnie uczęszczając do 3 klasowej dokształcającej szkoły zawodowej. Następnie pracował jako pomocnik handlowy w Poznaniu, Biskupcu na Pomorzu i w Kościanie. W tym okresie odbył kurs handlowy w szkole F. Mallina w Poznaniu.    
W 1909 roku ożenił się z Marią z domu Żurkiewicz i usamodzielnił się otwierając sklep towarów spożywczych w Kościanie przy al. Kościuszki 32. Po dwóch latach uruchomił oprócz sklepu detalicznego hurtową sprzedaż towarów spożywczych. Gdy wybuchła I wojna światowa zatrudniał już cztery osoby. 3 sierpnia 1914 roku został zaciągnięty do niemieckiej służby wojennej i odkomenderowany do Wojennego Urzędu Umundurowania jako żołnierz pracownik umysłowy, gdzie przetrwał do końca wojny bez zabijania ludzi, co podkreśla w swoim życiorysie. Od 28 grudnia do lipca 1919 Komitet Powstańczy Sokół w Kościanie powierzył mu w zarząd komisaryczny dworzec kolejowy w Kościanie oraz filię Reichsbanku. Wspólnie z rzemieślnikiem Sekulskim oraz żoną dr. Laurentowskiego zorganizował dożywianie dzieci i bezrobotnych w tzw. Taniej Kuchni w byłej bożnicy żydowskiej. Kuchnia działała do 1939 roku i zaopatrywana była często z jego własnych środków. W 1923 roku ufundował bibliotekę dla pracowników stacji kolejowej Kościan.    
 

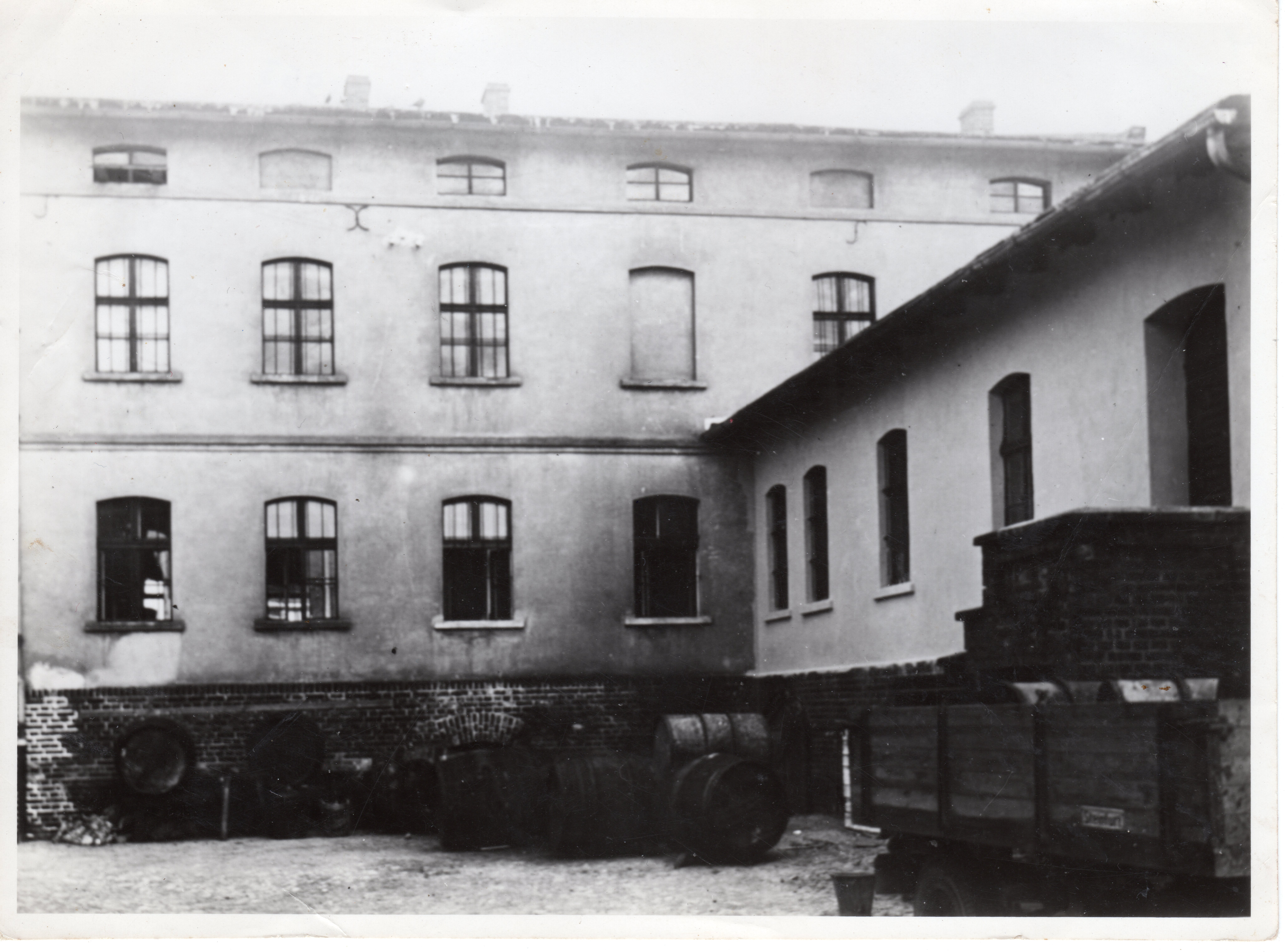
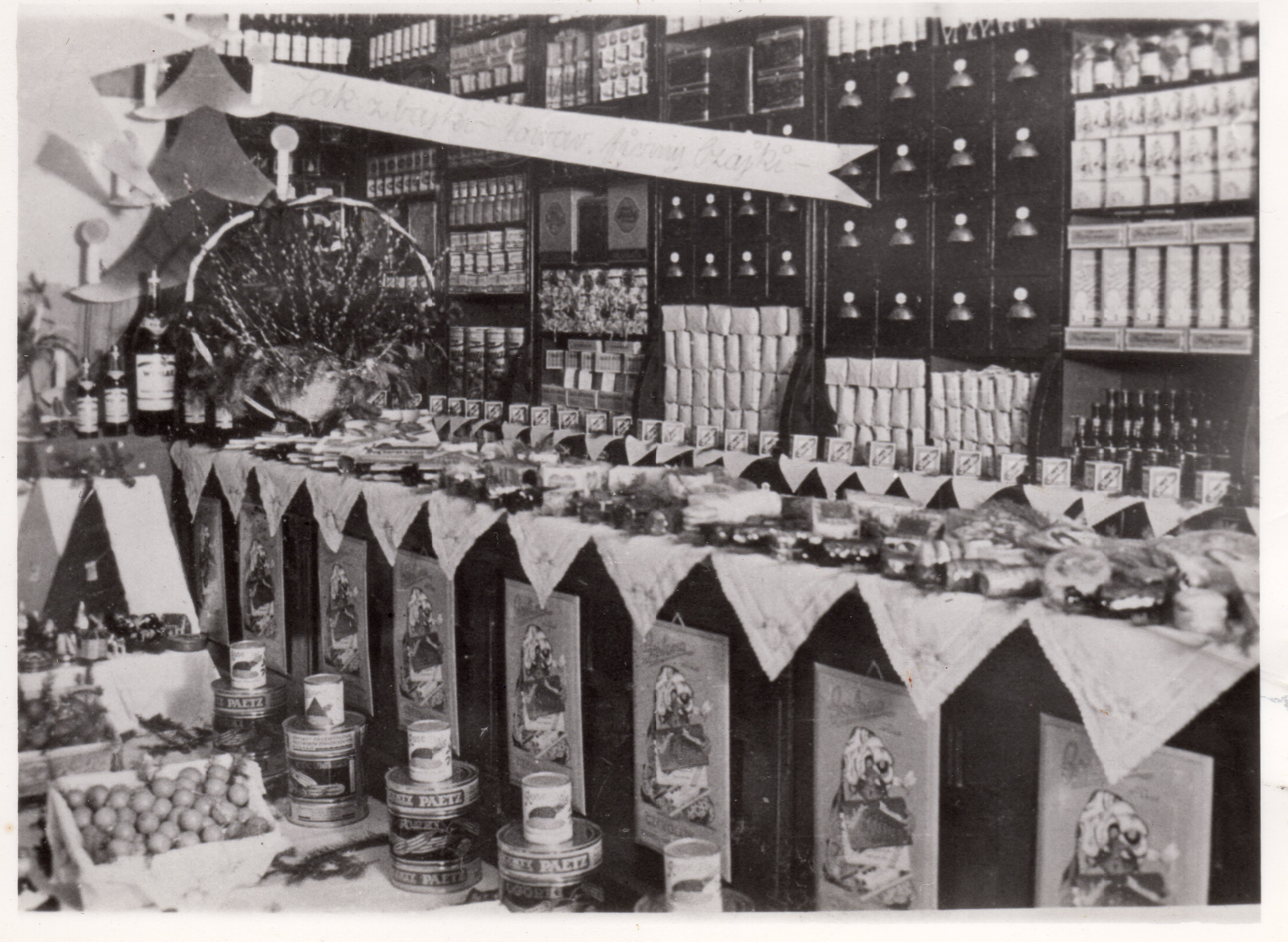
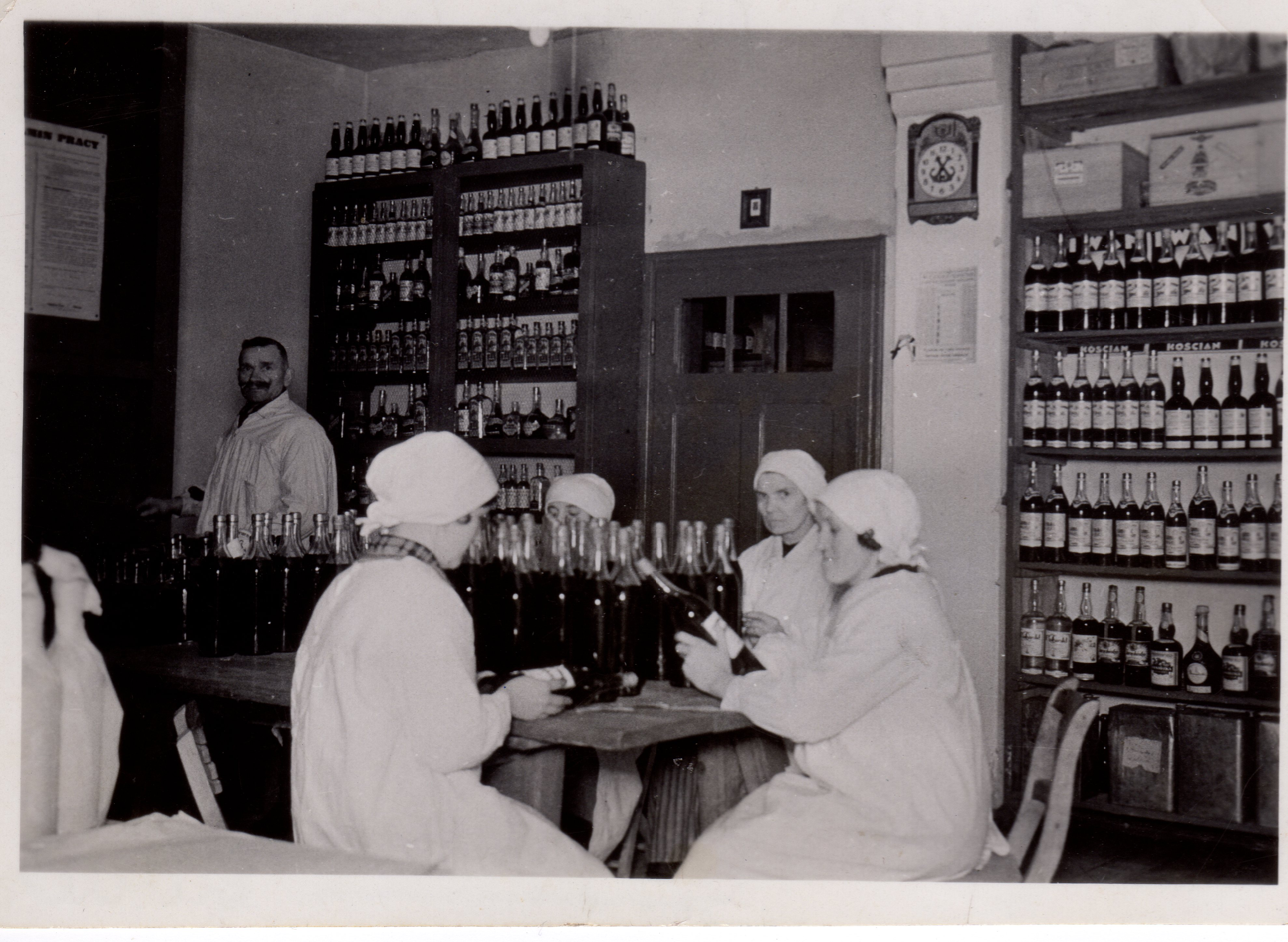
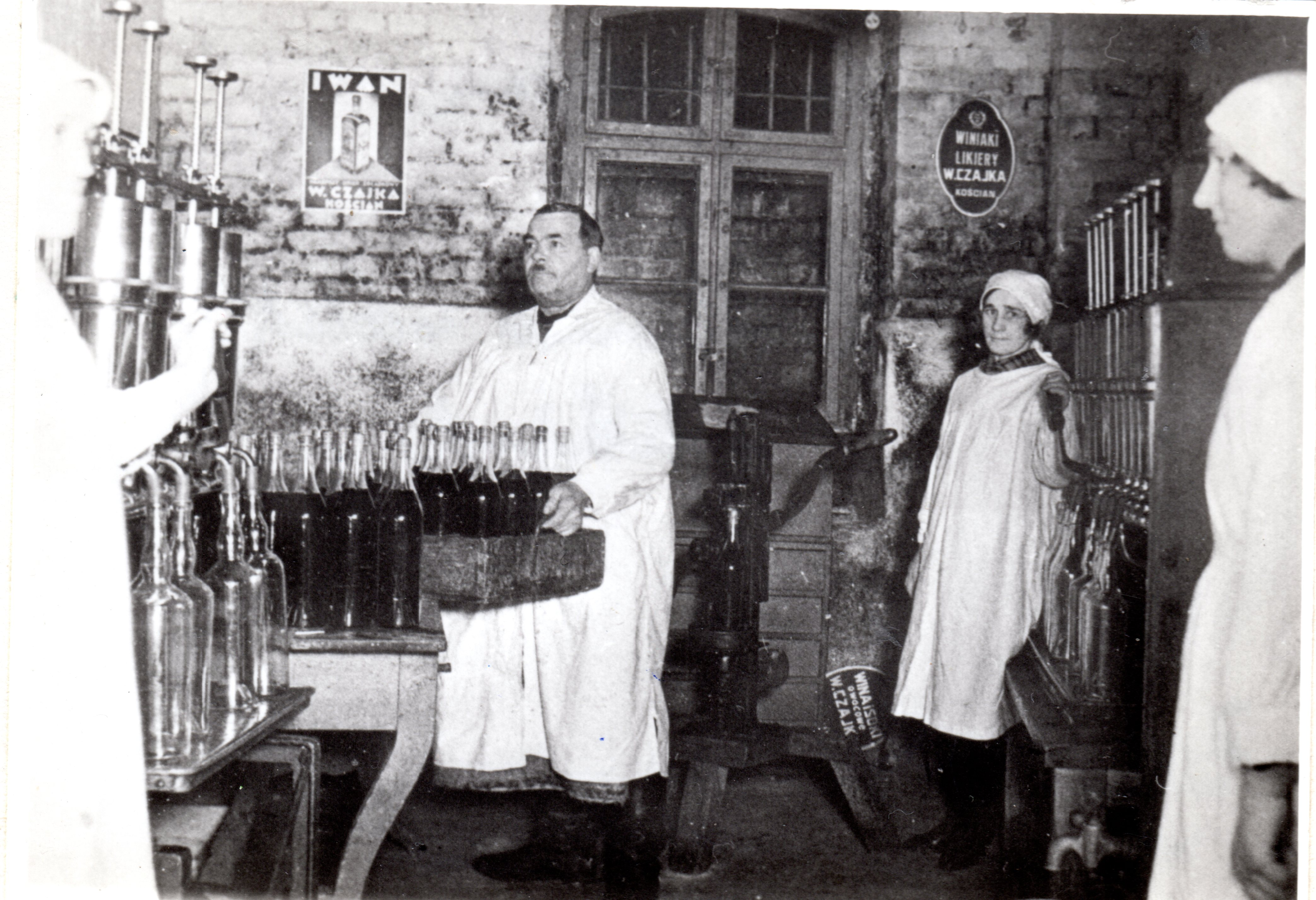
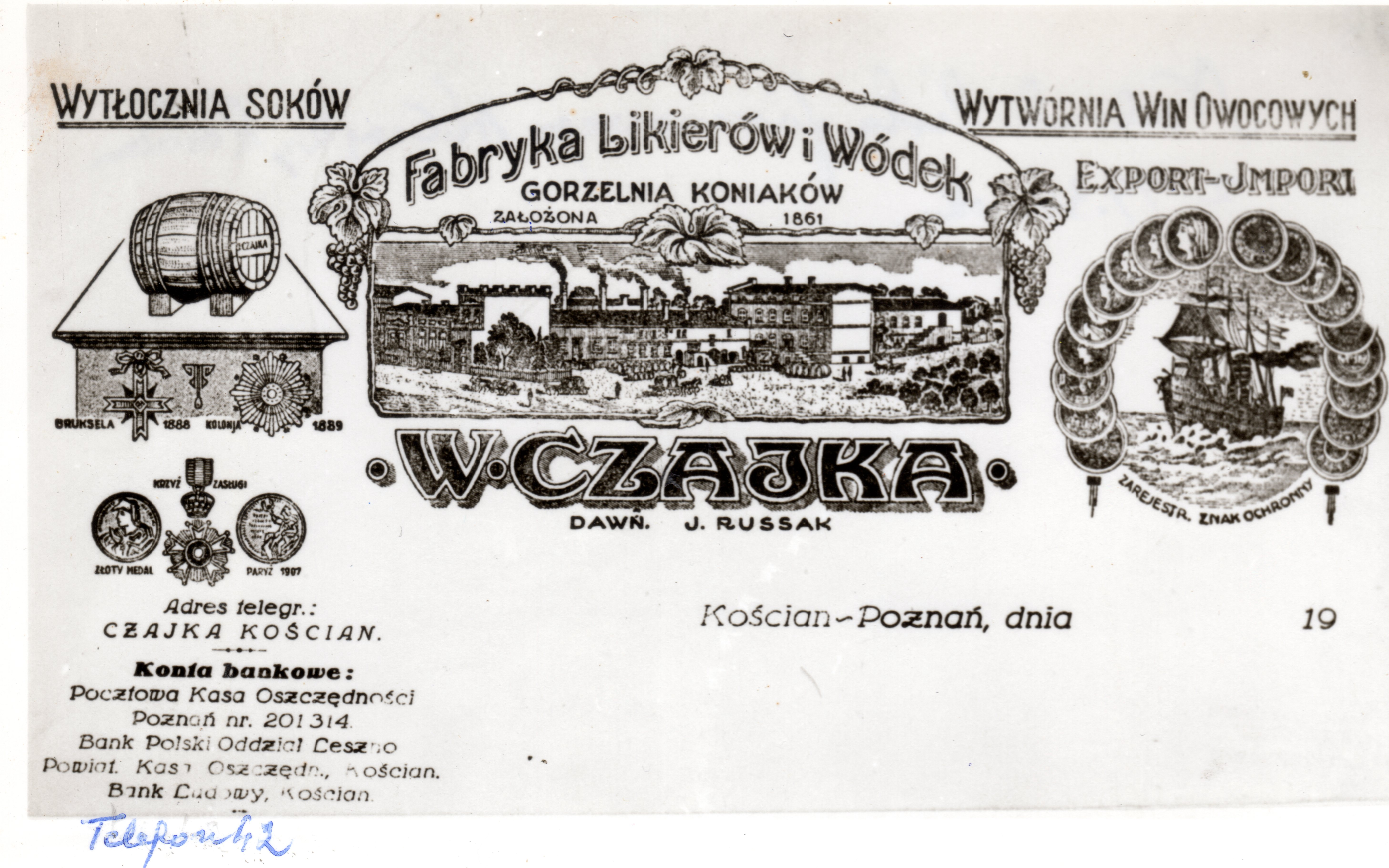
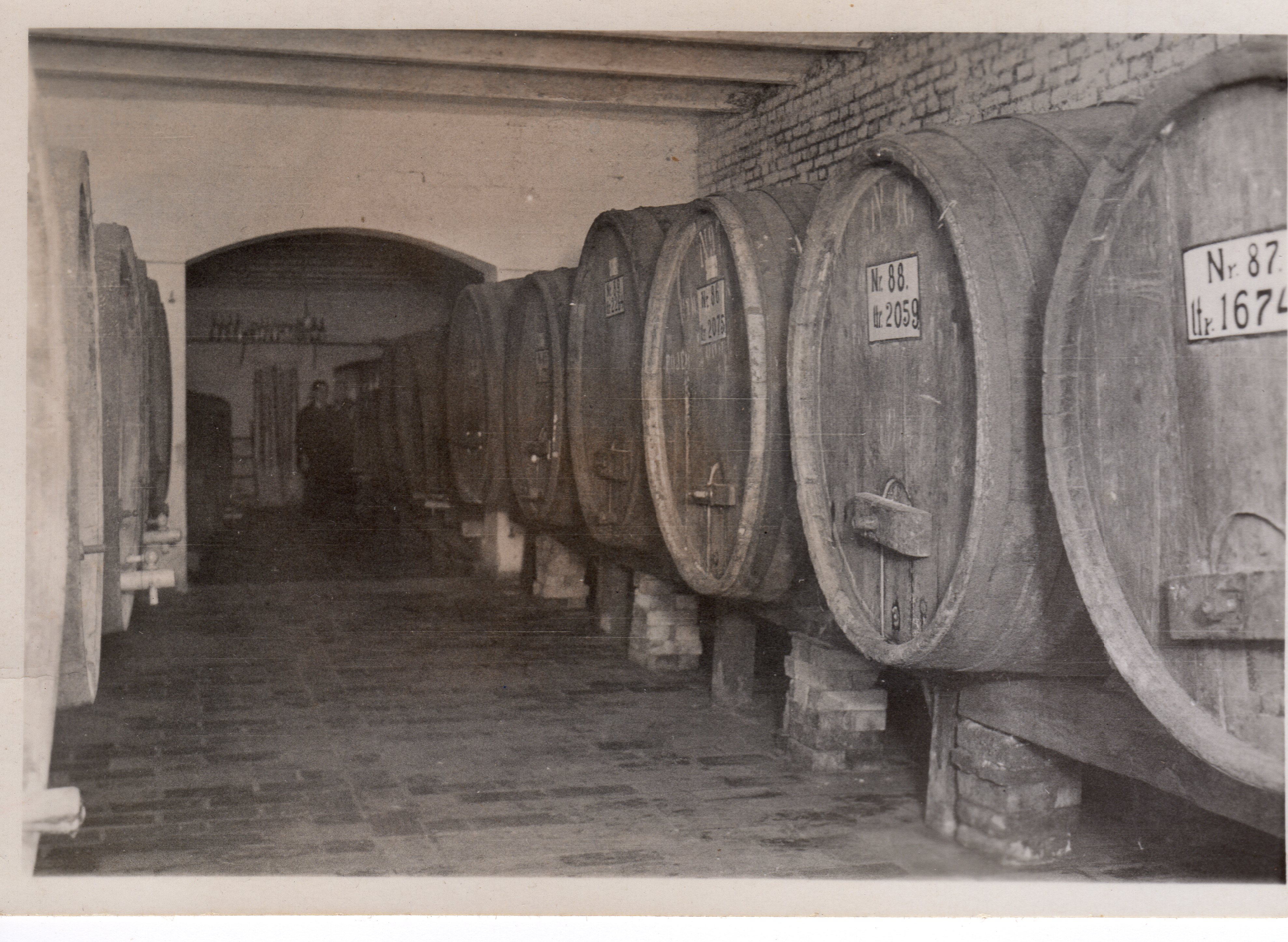
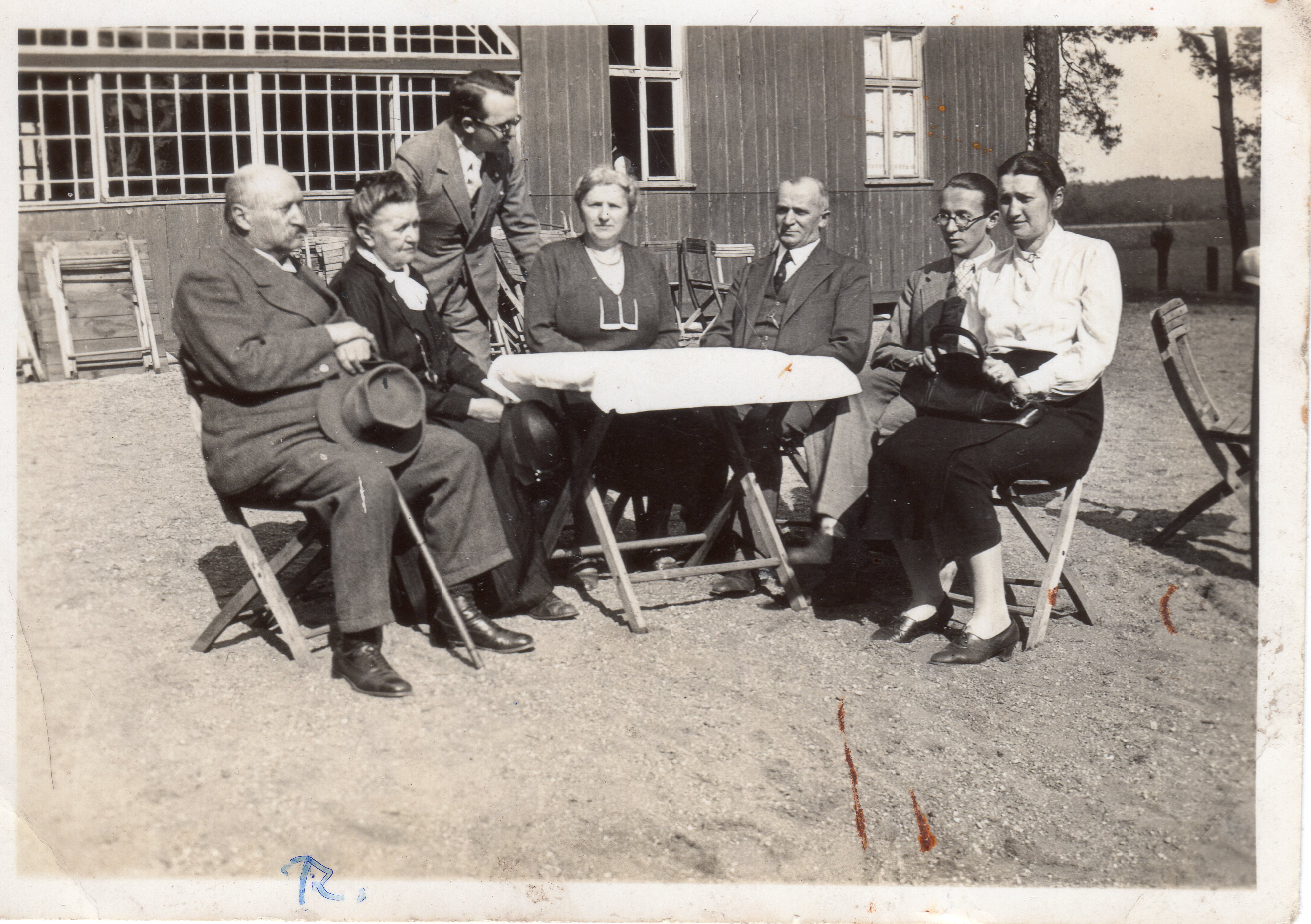

W grudniu 1921 został właścicielem znanej również za granicą fabryki wódek i likierów J.Russaka w Kościanie, produkującej dla kraju i na eksport m.in. popularny ówcześnie likier ziołowy Iwan oraz soki, znane w całym kraju pod nazwą płynnego owocu Sana. Od 1925 roku gdy Państwowy Monopol Spirytusowy przejął do wyłącznej produkcji wódki czyste i zakazał jej produkcji prywatnym wytwórcom uruchomił jako nowy oddział wytwórnię win owocowych. Wytwórnia produkowała również wino mszalne, dostarczane dla całej archidiecezji gnieźnieńskiej. W 1936 roku jako jeden z pierwszych w Polsce rozpoczął produkcję płynnych owoców po odbyciu odpowiedniego kursu w Instytucie Przerobu Owoców w Oberellenbach w Niemczech.  

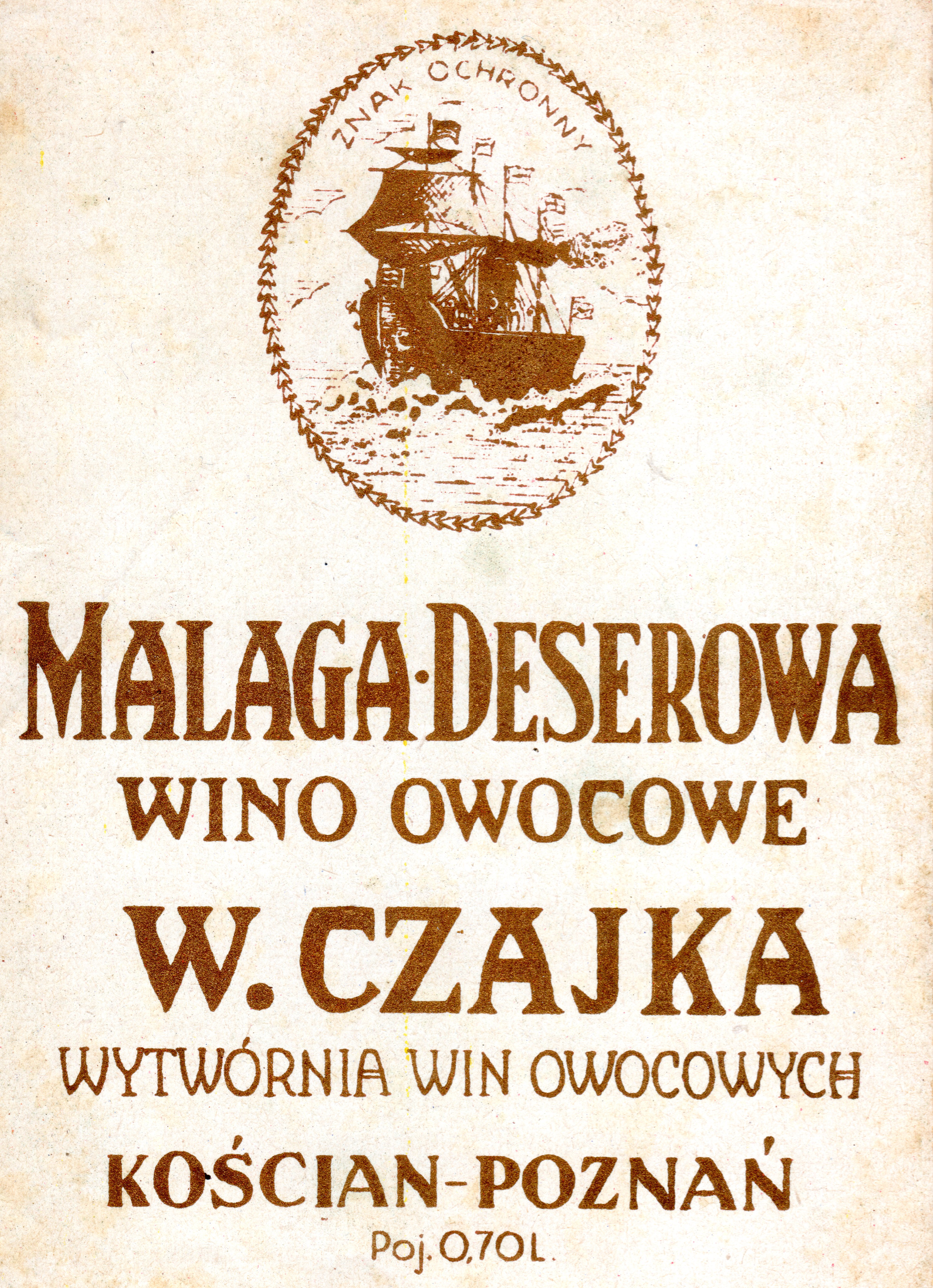
etykieta wina owocowego Malaga
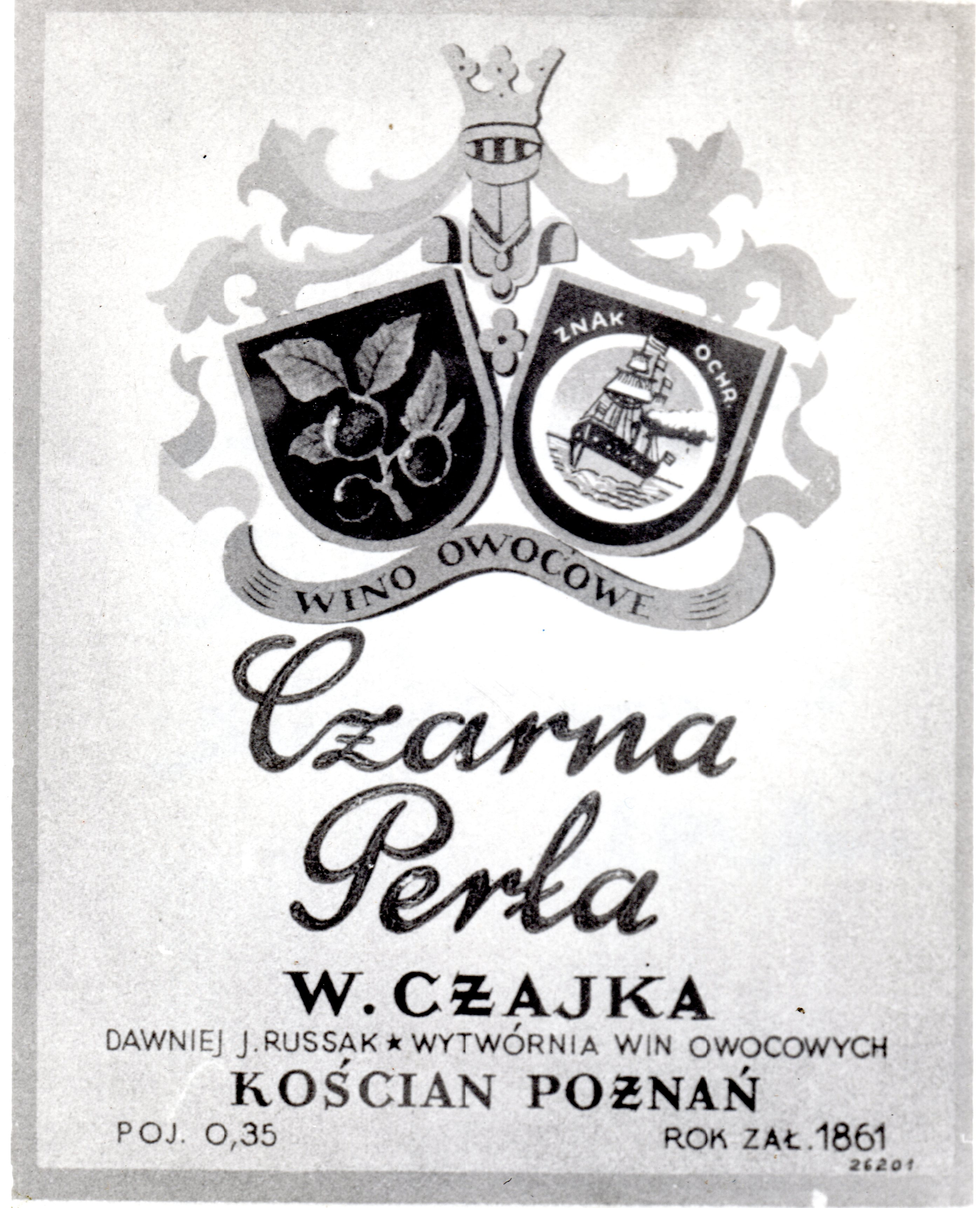
etykieta Czarna Perła
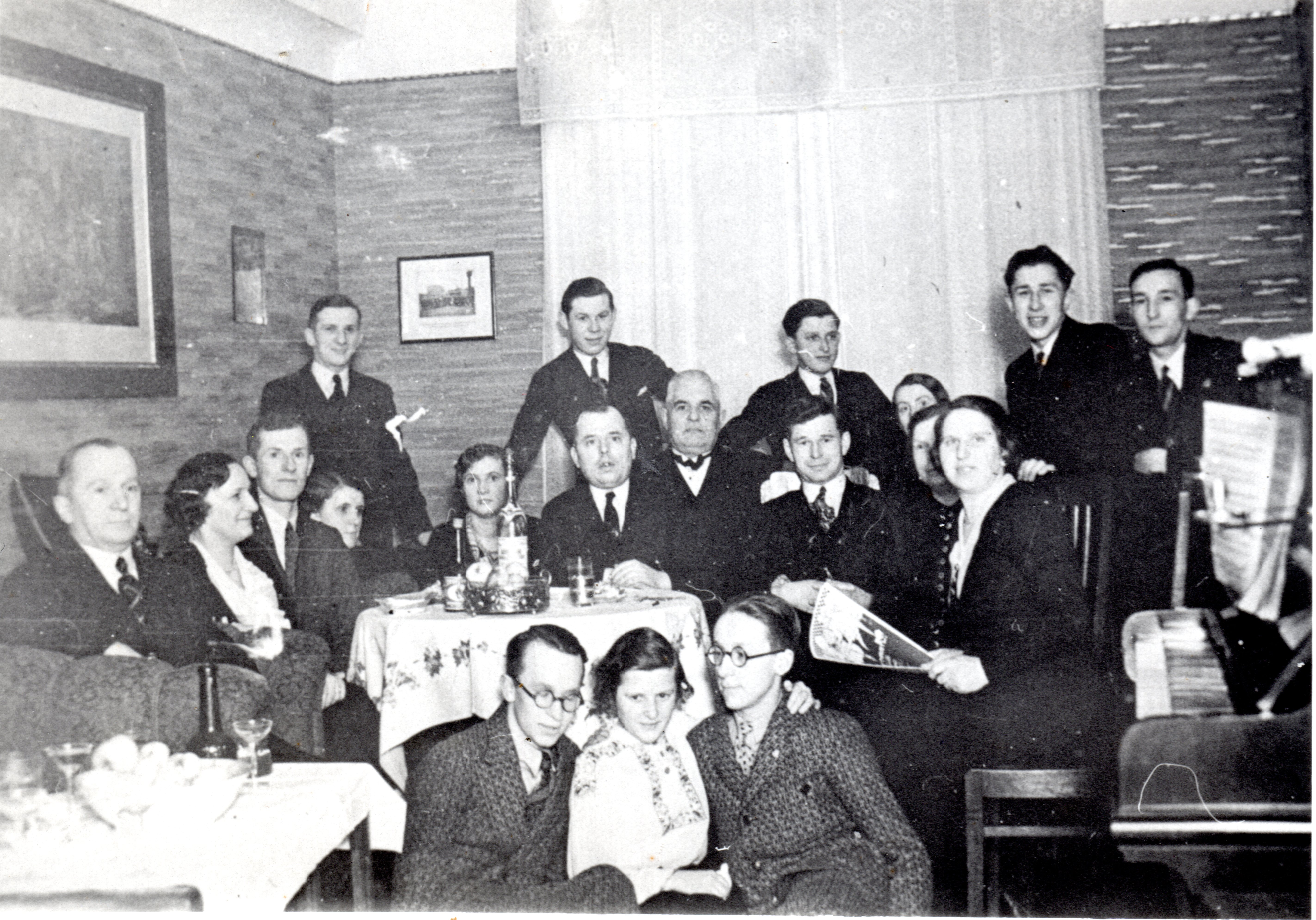
30-lecie firmy
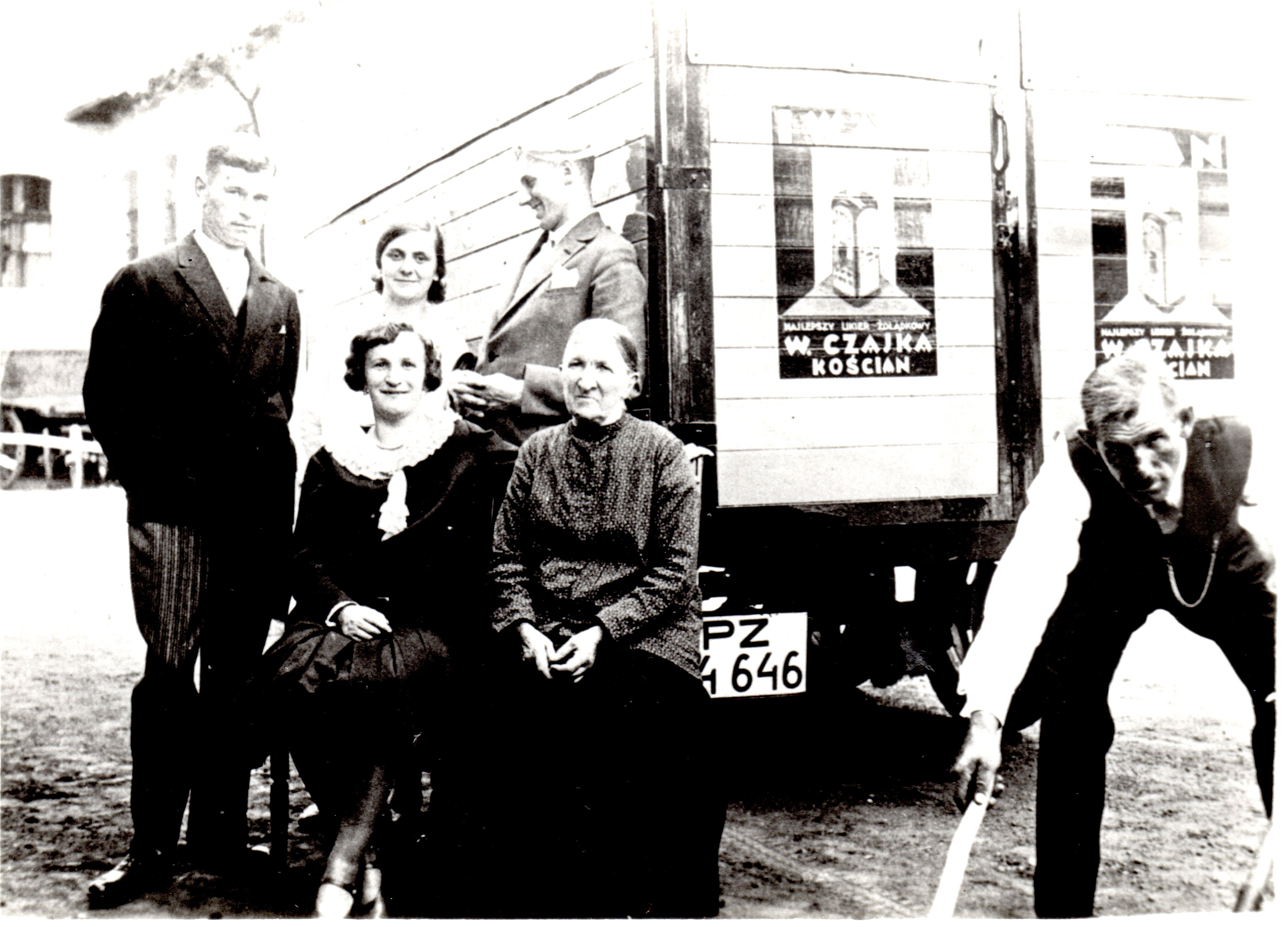
samochód dostawczy z reklamą Iwana
etykieta płynnego owocu Sana
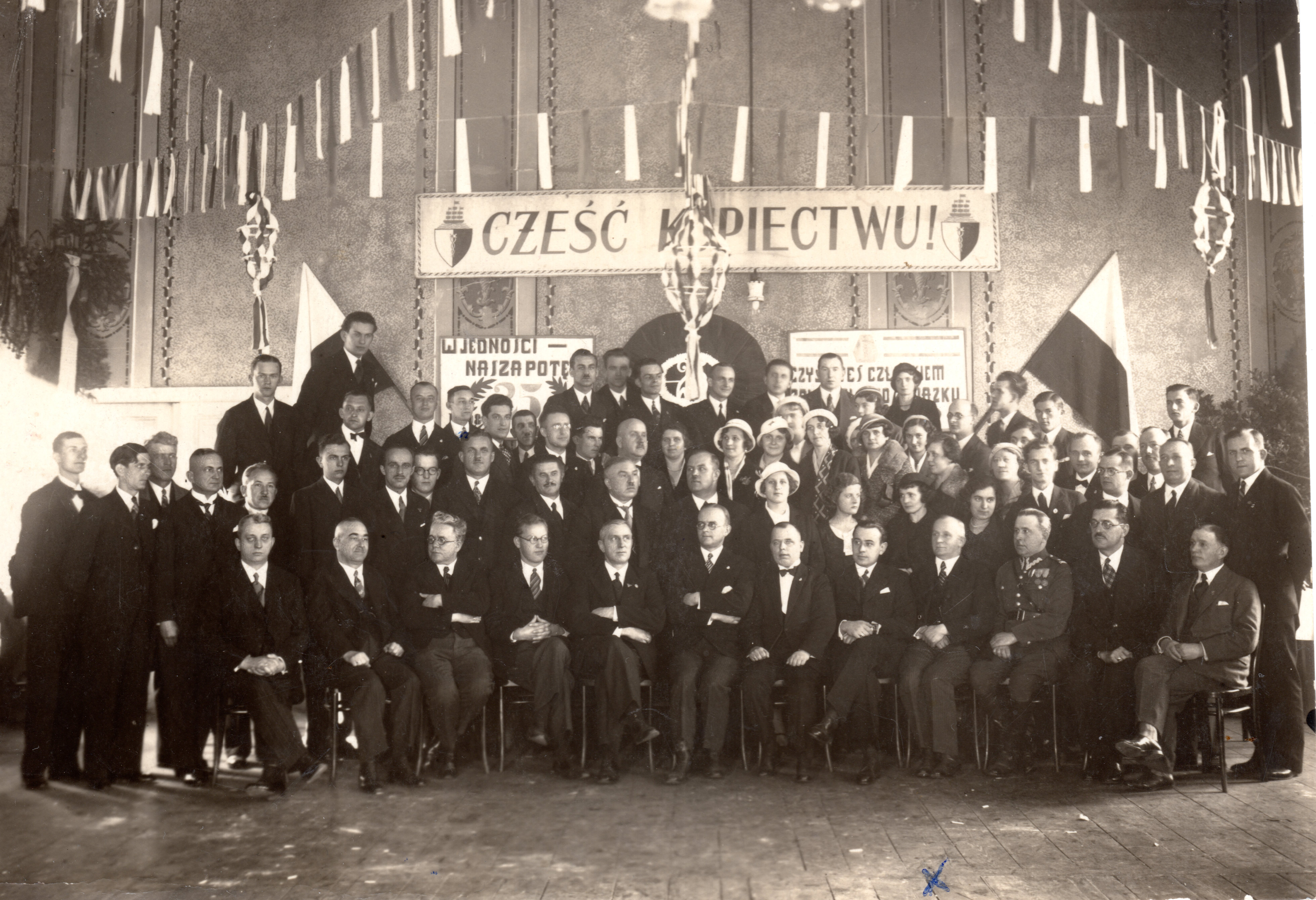
Związek Kupców i Przemysłowców
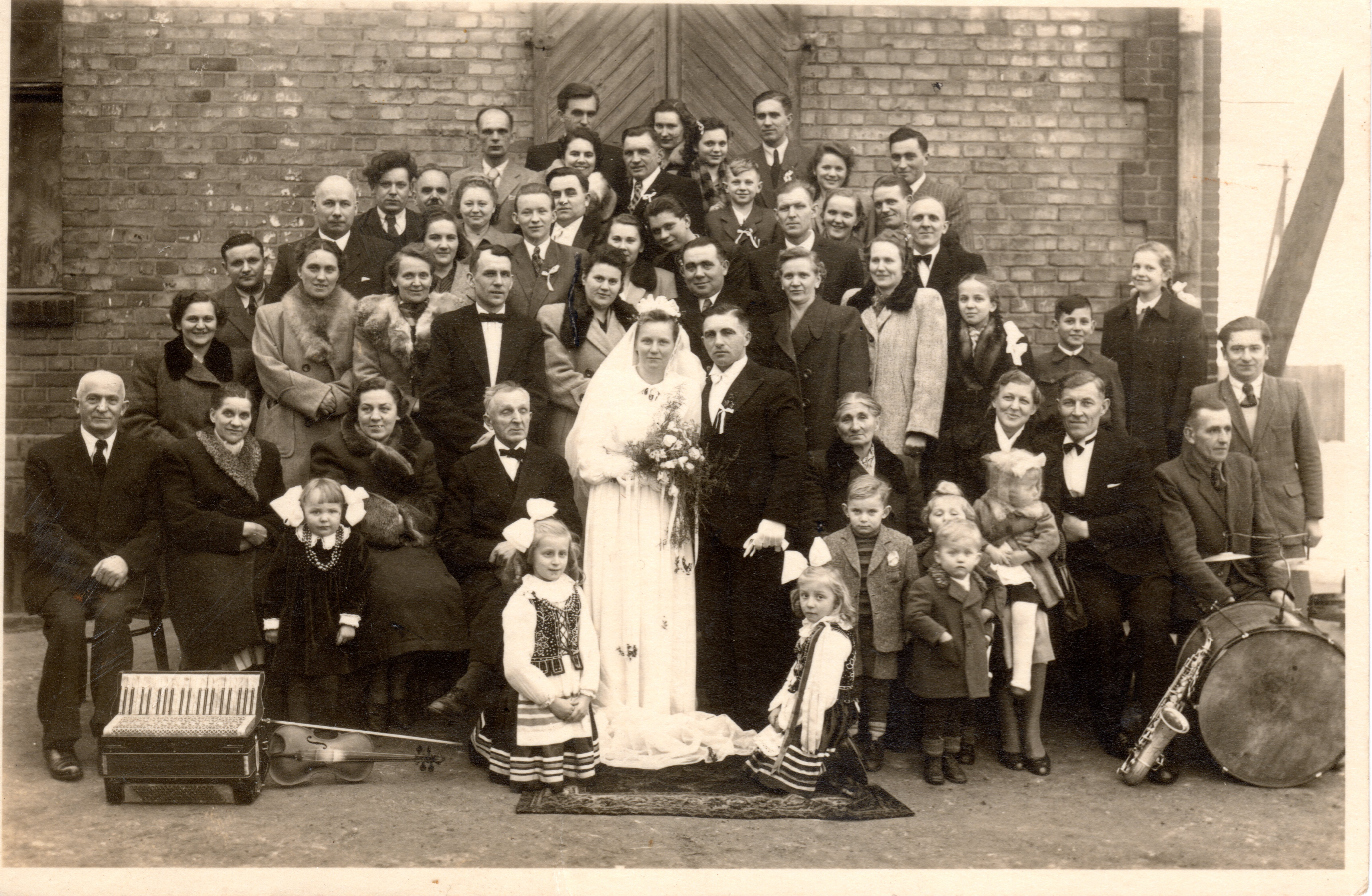
ślub jednego z pracowników, zdjęcie na podwórku fabryki
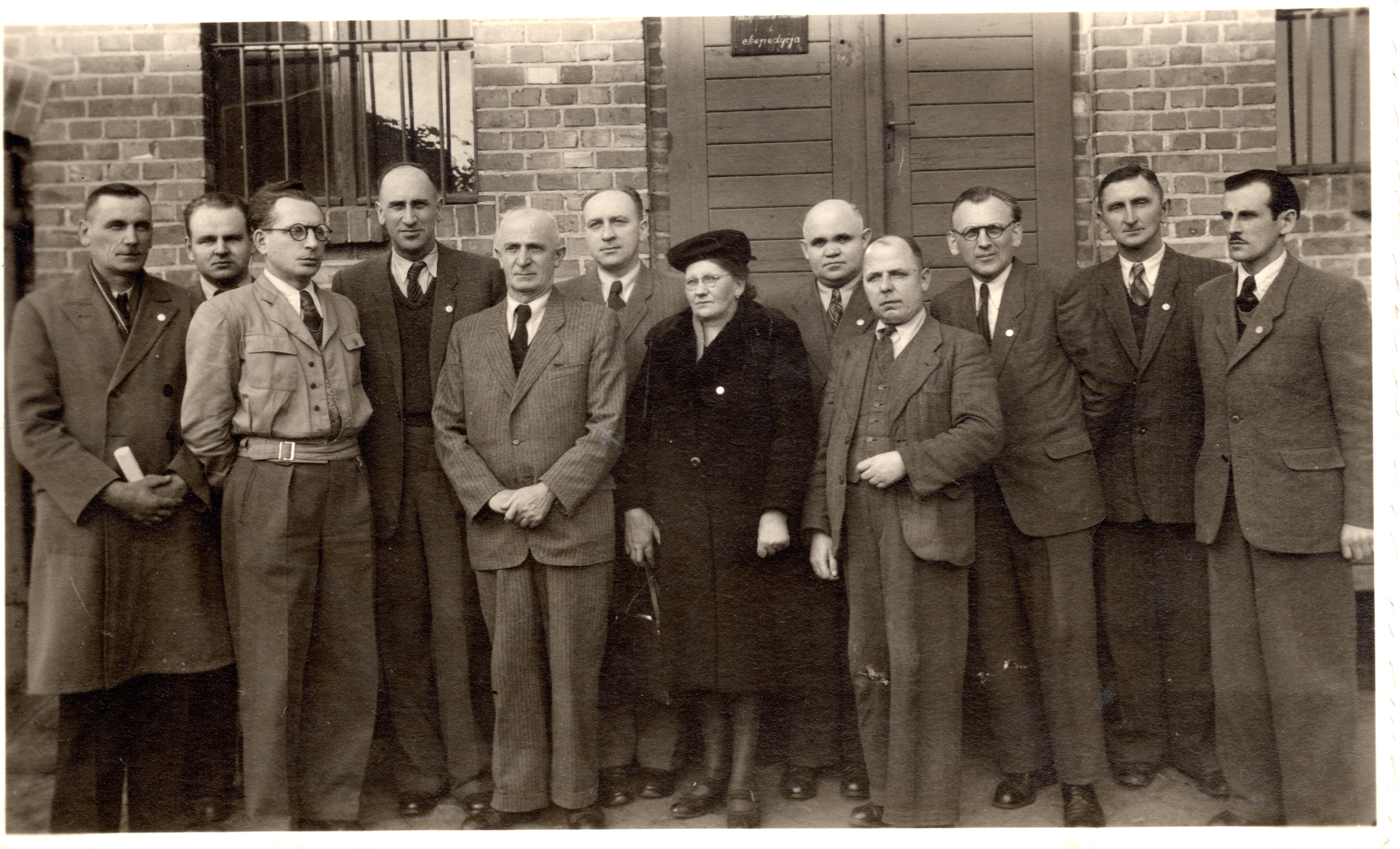
Powiatowy Komitet Opieki Społecznej w Kościanie, 1947
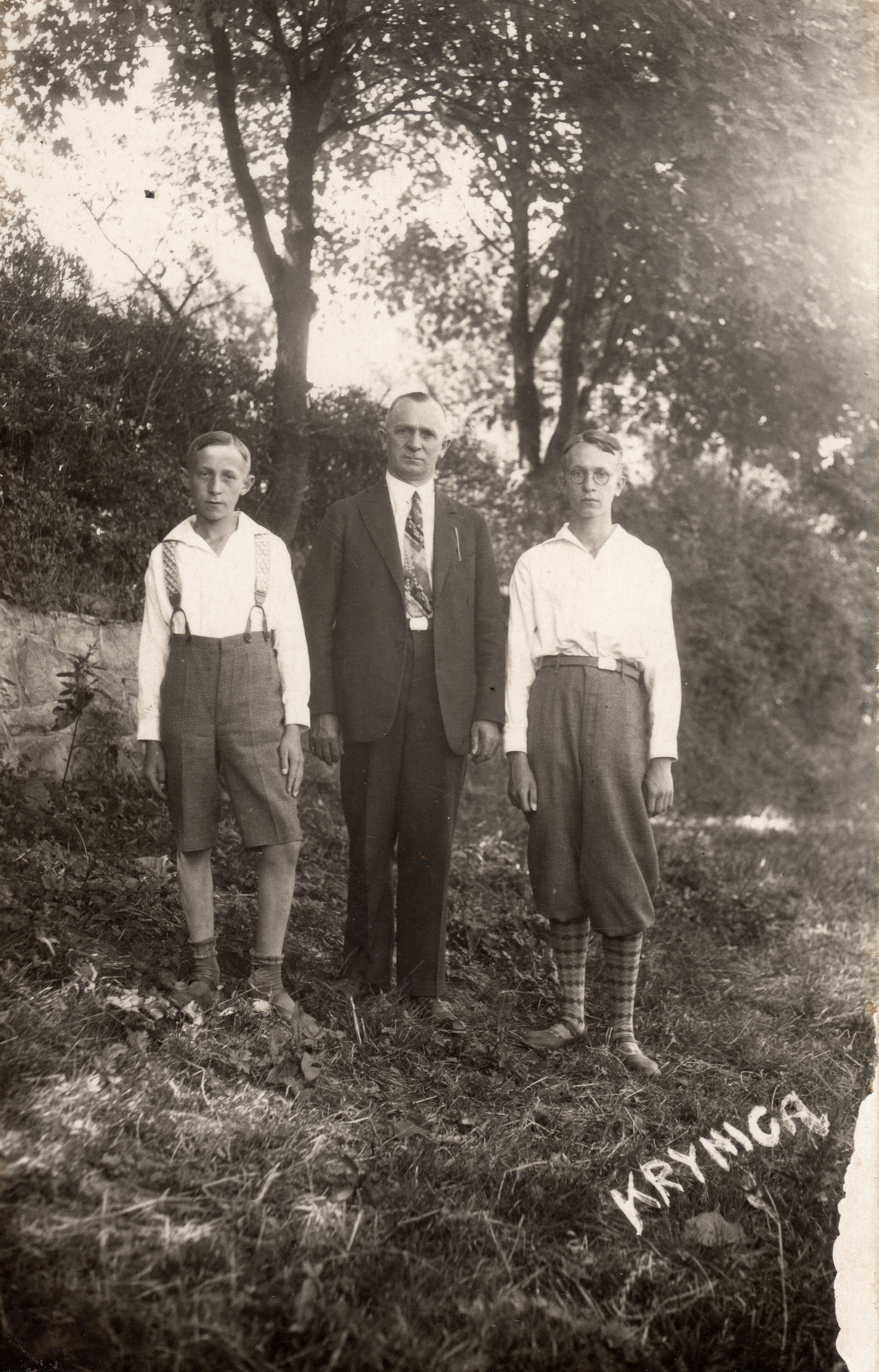
Wawrzyniec Czajka z synami Kazimierzem (po lewej) i Marianem

Żona Maria zmarła w 1925 roku osierocając dwóch synów Mariana i Kazimierza. Oboje jako podchorążowie brali udział w wojnie wrześniowej w 1939 roku - starszy Marian poległ w walkach pod Łodzią, a drugi Kazimierz dostał się do niewoli po kapitulacji wojska polskiego nad Bzurą, z której został zwolniony w 1940 roku. Żył i mieszkał w Poznaniu gdzie prowadził własną wytwórnię wód gazowanych przy ulicy Botanicznej 20.   
W 1929 był jednym z głównych fundatorów „Sokolni” - siedziby Kościańskiego Towarzystwa Gimnastycznego „Sokół”, gdzie mieściła się hala sportowa, sala widowiskowa i inne. Był to pierwszy tego typu obiekt w Kościanie, obecnie mieści się w nim Kościański Ośrodek Kultury. W okresie wielkiego kryzysu angażował się w walkę z bezrobociem oraz pomoc pozostającym bez zasiłku, w 1931 został wiceprzewodniczącym Miejskiego Komitetu Niesienia Pomocy Bezrobotnym w Kościanie, który zbierał fundusze oraz inne dobra materialne dla potrzebujących. 
W 1933 roku według listy Związku Towarzystw Kupieckich, był prezesem Towarzystwa Kupców w Kościanie.
W czasie międzywojennym zajmował następujące stanowiska w urzędach i organizacjach społecznych:
1925–1939 członek Sejmiku Powiatowego
1925–1939 członek Wydziału Powiatowego
1923–1939 członek Rady Miejskiej
1923–1939 członek Zarządu Miejskiego
1925–1939 przewodniczący Miejskiej Kasy Oszczędności
1926–1939 członek zarządu Ubezpieczalni Społecznej
1926–1939 ławnik Sądu Ubezpieczeń Społecznych w Poznaniu
1928–1951 prezes Związku Wytwórców Win i Soków Owocowych w Poznaniu
1933–1949 prezes Zrzeszenia Kupców Polskich w Kościanie
1924– członek wspierający Ochotniczej Straży Pożarnej w Kościanie
1925–1951 radca Izby Przemysłowo-Handlowej w Poznaniu
1926–1939 ławnik Sądu Okręgowego w Lesznie
W tym czasie był członkiem następujących zrzeszeń społecznych: Towarzystwa Gimnastycznego Sokół, Towarzystwa Śpiewaczego Lutnia, Towarzystwa Śpiewu Moniuszko, Towarzystwa Przemysłowców, Towarzystwa Obrony Kresów Zachodnich, Ligi Morskiej i Kolonialnej, Koła Przyjaciół Żołnierza, Koła Przyjaciół Harcerstwa i Towarzystwa Upiększenia Miasta.
W latach 1938–1939 wybudował kolejne pomieszczenia fabryczne, które otrzymał do użytku dzień przed wybuchem II wojny światowej.
4 września 1939 roku po zniszczeniu wszystkich zapasów wódek i likierów ze swojej wytwórni udał się na wschód w towarzystwie burmistrza Ferfeta i aptekarza Leszczyńskiego. W swoim życiorysie pisze: "Wyroby spirytusowe zniszczyłem z dwóch powodów: raz by nie dostały się hitlerowcom, a drugi raz aby pijacy polscy, którzy pozostali na miejscu się nie upili i nie popełnili nierozważnych czynów w stosunku do obywateli niemieckich zamieszkałych w mieście, a hitlerowcy w odwecie spaliliby całe miasto, jak to czynili niejednokrotnie nie tylko w naszym kraju w czasie działań wojennych". Ucieczka uratowała mu życie, jako że Niemcy planowali jego rozstrzelanie w pierwszej kolejności po zajęciu Kościana. Przez pierwsze lata wojny ukrywał się we Lwowie, Tarnopolu, Jarosławiu i Krakowie. Dopiero w 1942 roku zameldował się w Warszawie przy ulicy Hożej 5. Od roku 1940 był cichym wspólnikiem hurtowni spożywczej Edwarda Radke, który był jego wieloletnim klientem z Warszawy. Przedsiębiorstwo przynosiło zyski, które pozwalały na zatrudnianie, często fikcyjne, wysiedleńców z Poznańskiego. 

W 1946 ożenił się ponownie z Haliną Szawłowską, która miała dwóch synów Michała i Jacka. 

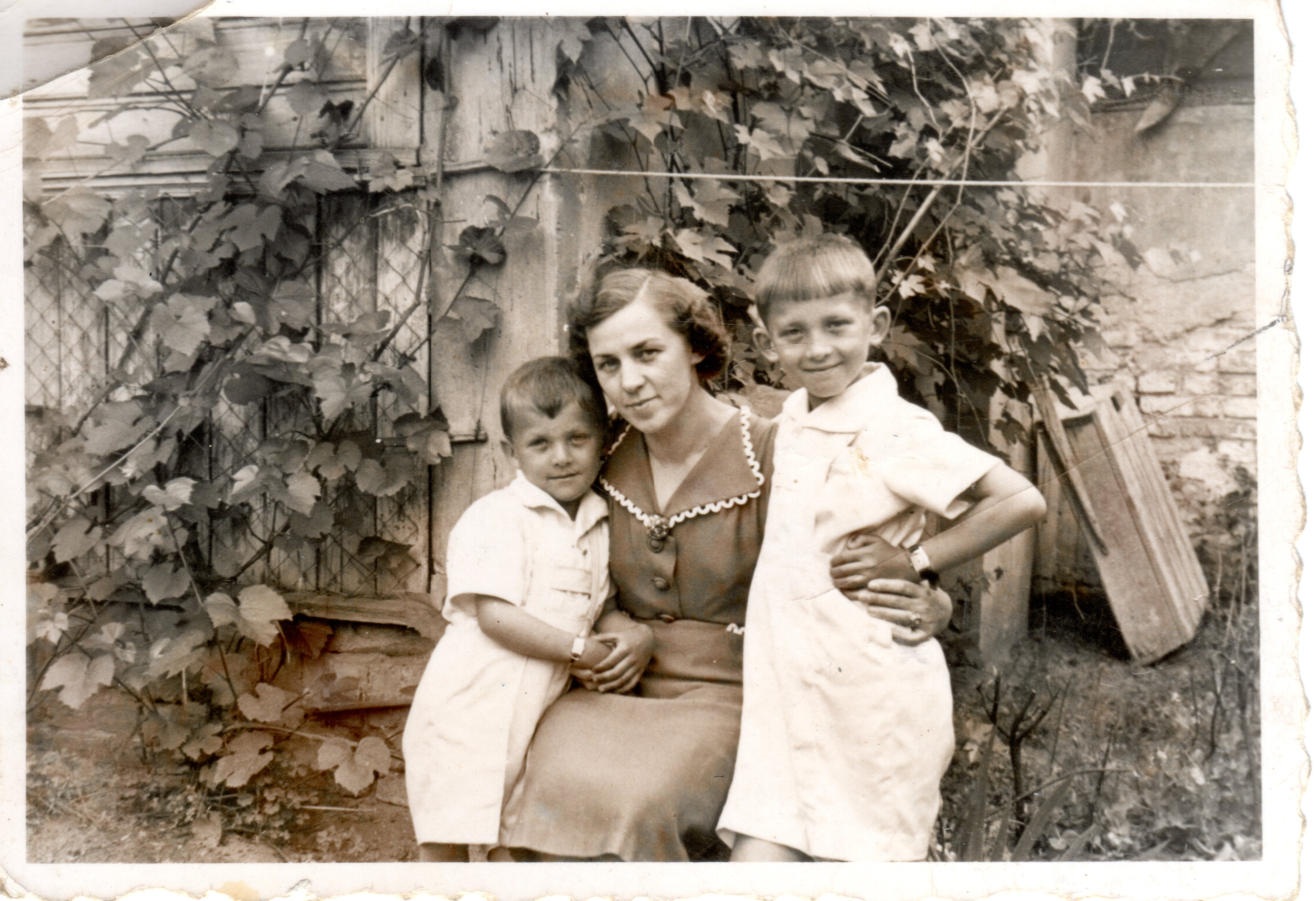
Halina, Jacek i Michał Remiszewscy, 1942 rok w Aninie
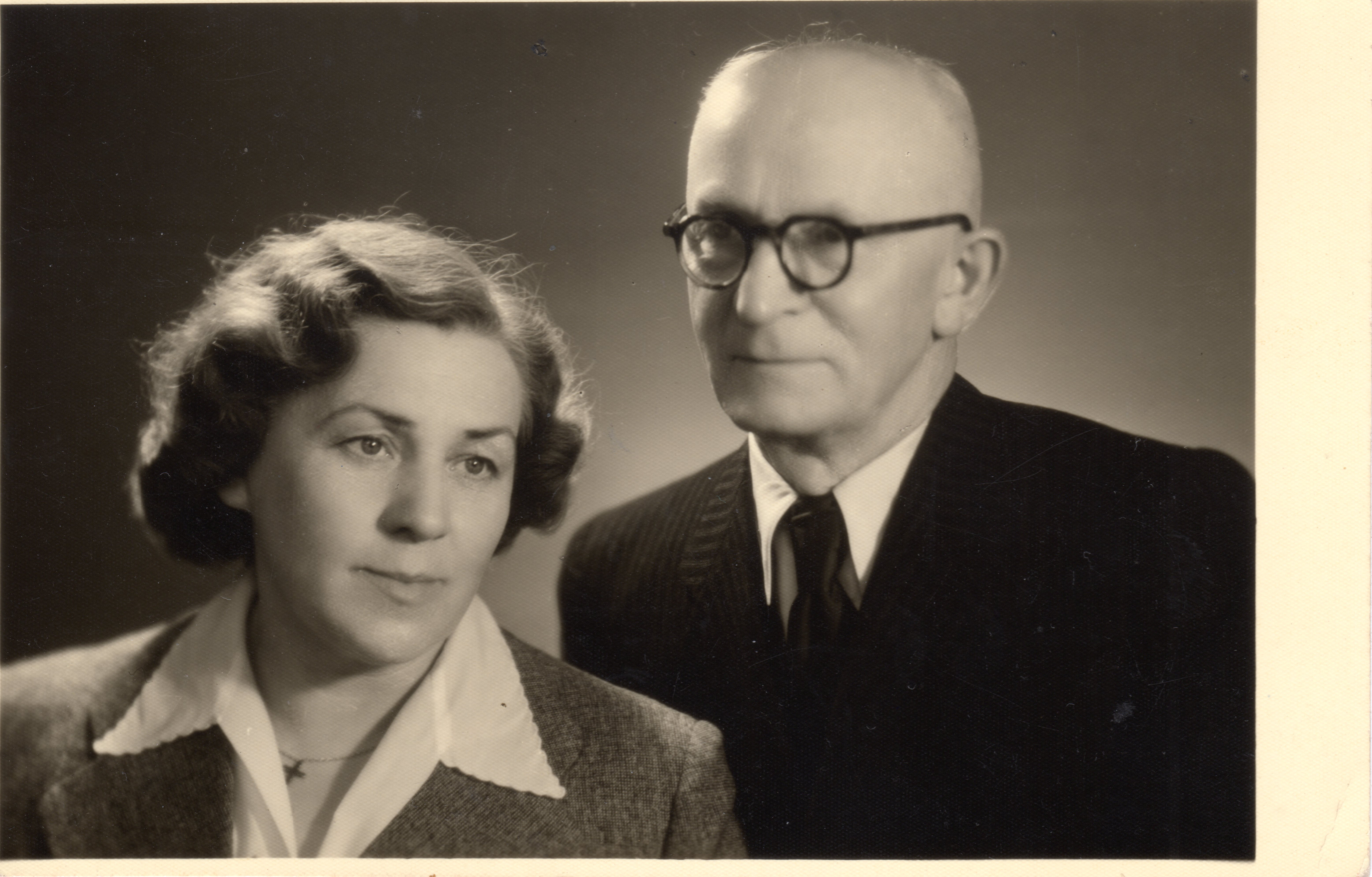
Wawrzyniec Czajka z żoną Haliną - zdjęcie ślubne
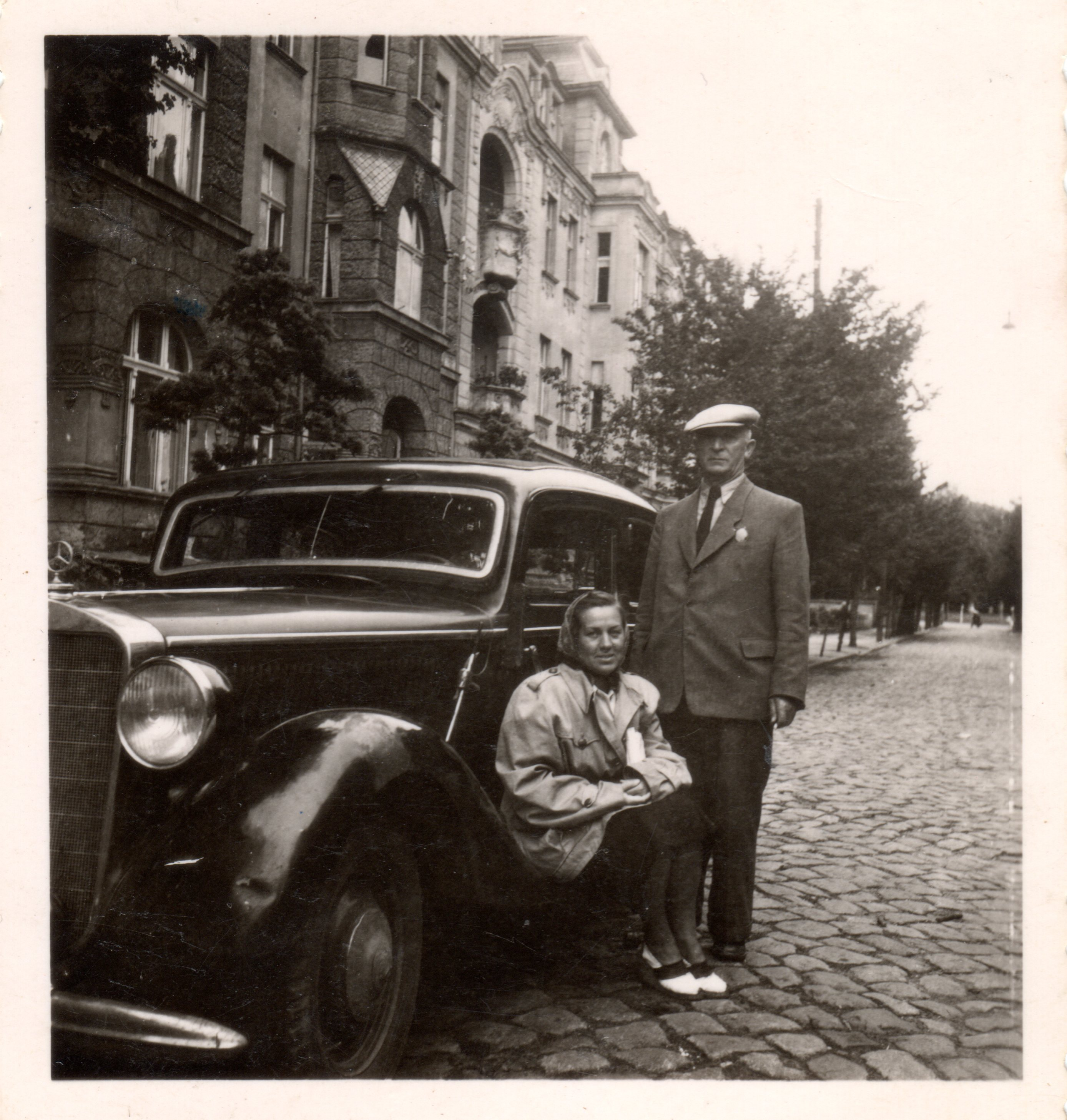
Wawrzyniec Czajka z żoną Haliną
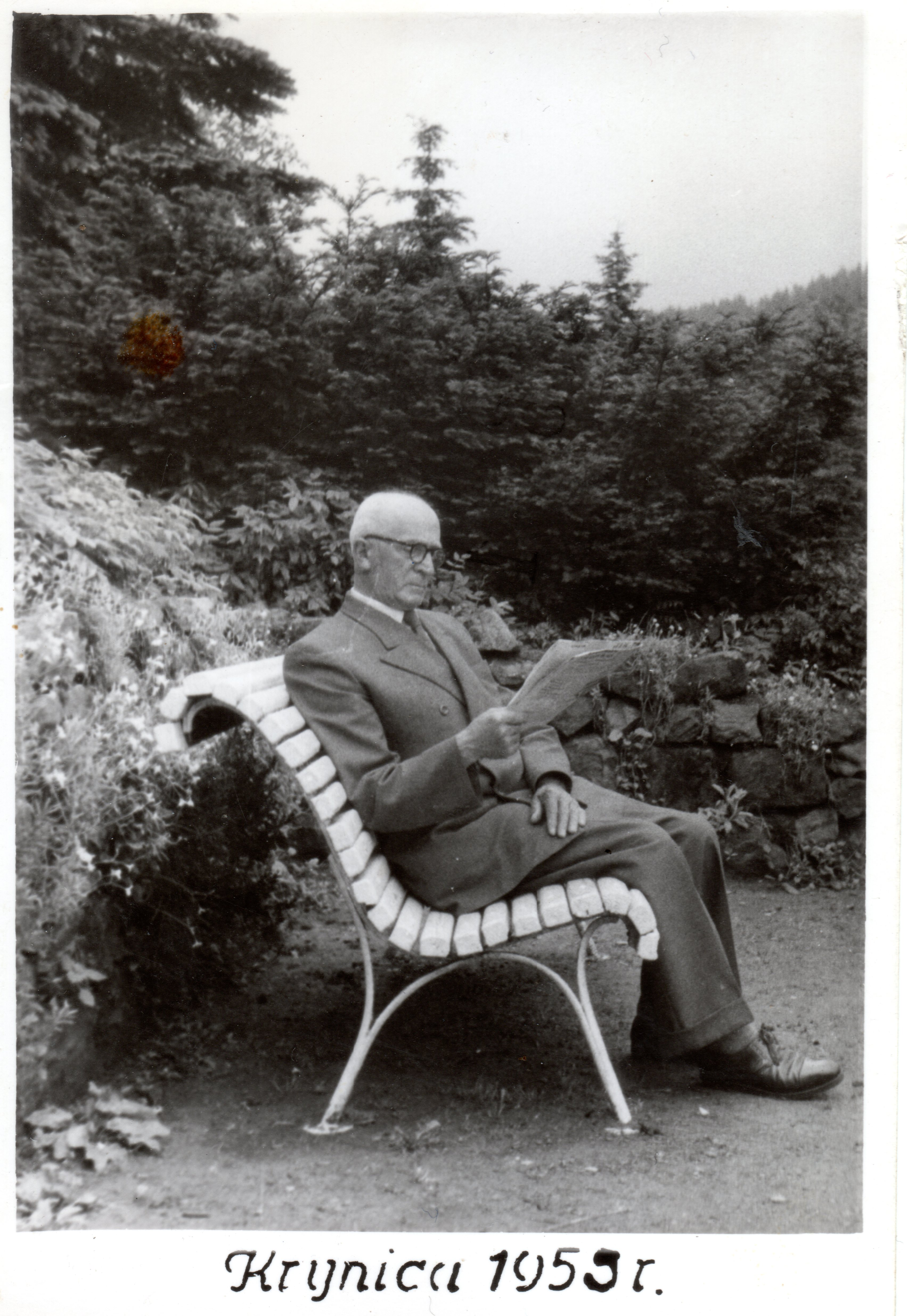

Po wojnie, zarządzeniem Ministra Skarbu z 20 grudnia 1946 fabryka wódek Czajki została najpierw przejęta przez skarb państwa, następnie zajęcie cofnięto 31 lipca 1948, ostatecznie jednak wytwórnię upaństwowiono, funkcjonowała jako zakłady przemysłu spożywczego do końca XX wieku, dziś nie istnieje. Wawrzyniec Czajka oddał się pracy społecznej. 
W swoim życiorysie wymienił działania społeczne, w które był zaangażowany po wojnie:
- 1945–1948 Miejska Rada Narodowa - Przewodniczący Komisji Budżetowo-podatkowej
- 1945–1948 Powiatowa Rada Narodowa
- 1946–1949 Prezydium Powiatowej Rady Narodowej
- 1945–1948 Powiatowa Komisja Podatków i Dochodów
- 1945–1948 ławnik Sądu Okręgowego w Lesznie
- 1945–1948 członek Zarządu Ubezpieczalni Społecznej
- 1945–1948 przewodniczący Powiatowego Komitetu Opieki Społecznej
- 1945–1948 prezes Zrzeszenia Prywatnego Handlu i Usług (także od 1933 do 1939)
- 1945–1951 prezes Wojewódzkiego Zrzeszenia Wytwórni Soków Owocowych (od 1932)
- 1945–1951 członek Izby Przemysłowo - Handlowej w Poznaniu (także od 1925 do 1939)
- 1945–członek Komitetu Odbudowy Warszawy, członek Komitetu Budowy Szkół i Internatów, Honorowy Członek Ochotniczej Straży Pożarnej w Kościanie, Przewodniczący Powiatowej Komisji Pożyczki Odbudowy Kraju, Honorowy Członek Towarzystwa Śpiewu Lutnia
- 1945–1948 ławnik Sądu Ubezpieczeń w Poznaniu

Zmarł w wyniku wylewu 2 sierpnia 1974 roku ukończywszy 91 lat. Spoczywa na starym cmentarzu w Kościanie przy ul. ks. Bączkowskiego. 
Wawrzyniec Czajka był niezwykłym człowiekiem o czym świadczy jego nietypowa dla pochodzenia ścieżka edukacji, ponadprzeciętne zdolności interpersonalne oraz nieustająca chęć niesienia pomocy. Był opisywany przez swoich współpracowników jako osoba niezwykle pracowita - zjawiał się w fabryce we wczesnych godzinach porannych aby dopilnować wyjazdu wozów z towarem, praca i obowiązki społeczne często przeciągała się do późnych godzin wieczornych. Jednocześnie był życzliwy wobec każdego oraz posiadał zdolność łatwego nawiązywania kontaktu oraz zjednywania sobie przyjaciół. Żona Halina przytaczała przykłady otrzymywania listów z podziękowaniem za różną formę pomocy udzielonej osobom w trudnej sytuacji w okresie okupacji oraz zwroty pożyczek, o których udzieleniu Wawrzyniec zupełnie zapominał i nazwisk nie pamiętał, bo "pożyczał" aby nie urazić ambicji. I były takie niespodziewane przekazy również z zagranicy.

## Ordery i odznaczenia
- Złoty Krzyż Zasługi (1938)
- Srebrny Krzyż Zasługi (dwukrotnie: 11 listopada 1934[10][11], 1937)
- Odznaka 1000-lecia Państwa Polskiego (1968)
- Srebrna Odznaka „Odbudowy Warszawy” (1953)
- Srebrna Odznaka Funduszu Budowy Szkół (1970)
- Złoty Krzyż Pro Ecclesia et Pontifice (Watykan, 1963)

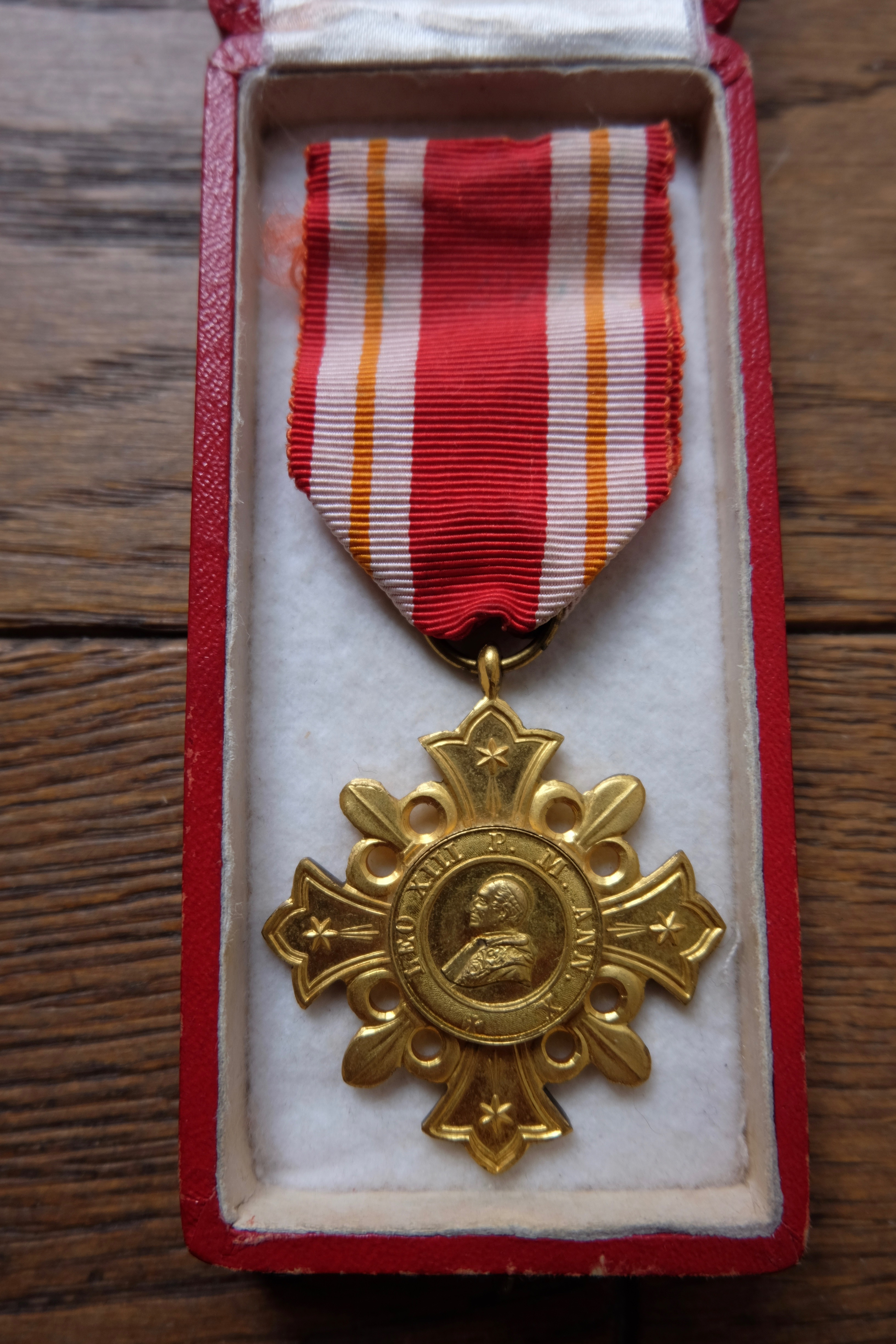
Krzyż Pro Ecclesia et Pontifice
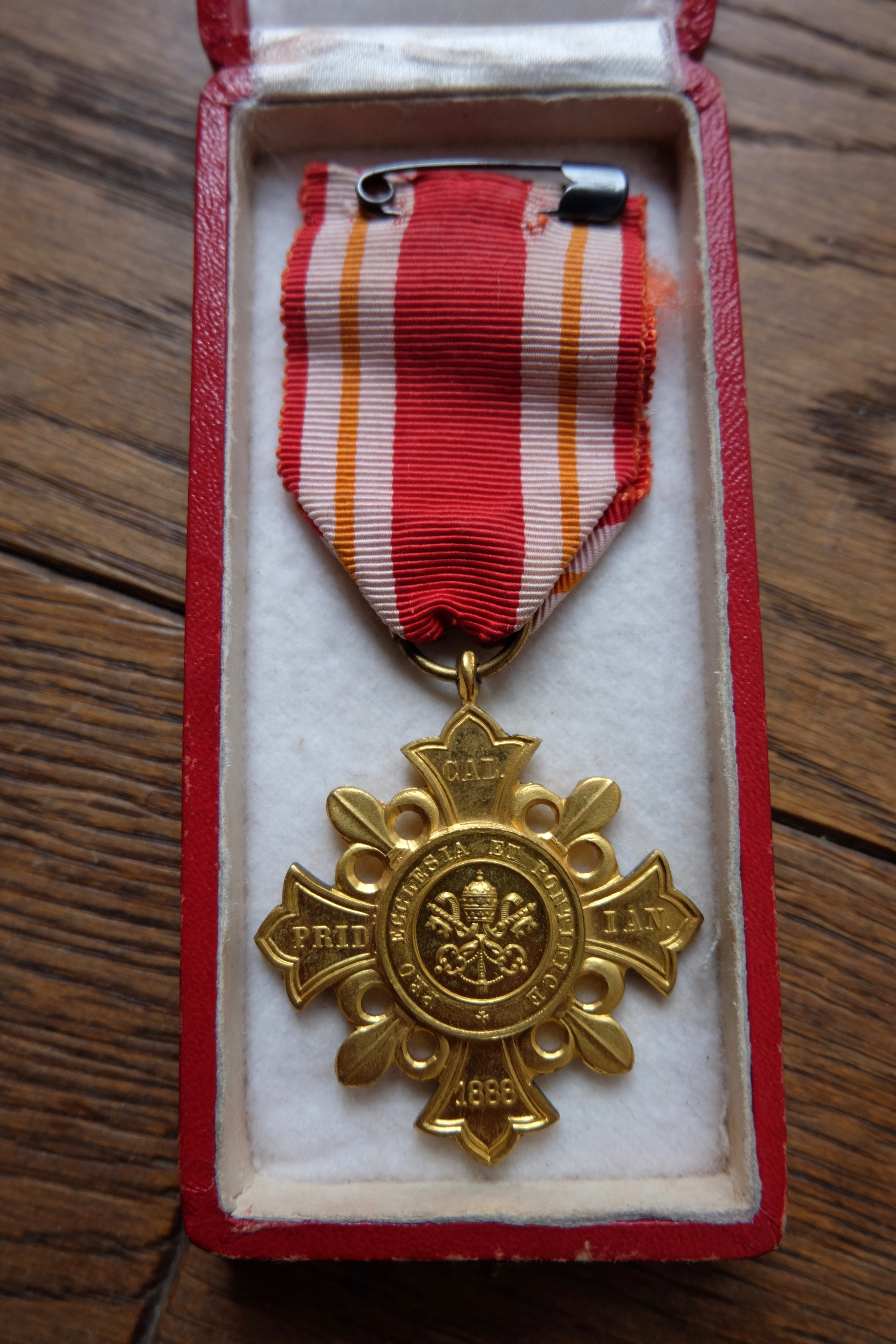
Krzyż Pro Ecclesia et Pontifice rewers
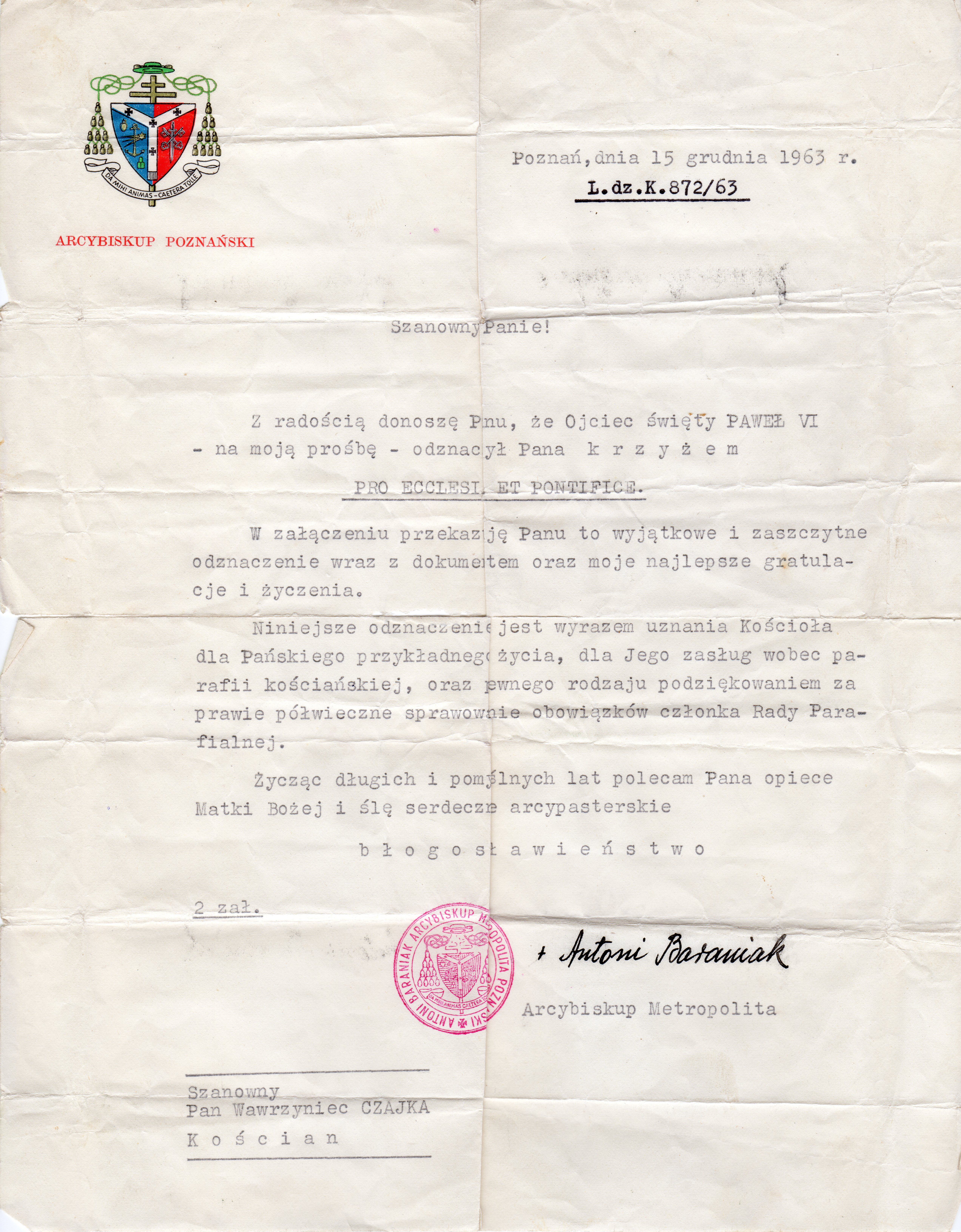
list dołączony do Krzyża Pro Ecclesia et Pontifice

## Wyróżnienia
- podczas Powszechnej Wystawy Krajowej w Poznaniu otrzymał srebrny medal za postęp w przemyśle (1929)
- tytuł Seniora Miasta Kościana (1934)

## Upamiętnienie
Wawrzyniec Czajka jest patronem ulicy w Kościanie.